# Octobre 1931

## Événements
- Allemagne : Second cabinet Brüning qui tient ses pouvoirs du président Hindenburg.
  - Le gouvernement Brüning sauve les banques de la faillite par une série de mesures énergiques : mise des banques en tutelle pour contrôler l’industrie, déflation, réduction des dépenses budgétaires, baisse des salaires, baisse générale des prix de 10 %.

- 4 au 5 octobre: L'aviateur américain Clyde Edward Pangborn et son copilote Hugh Herndon réalisent la première traversée de l'Océan Pacifique en avion sans escale dans le sens Japon - États-Unis.

- 10 octobre : Le chef du NSDAP, Hitler rencontre pour la première fois le président allemand Hindenburg.

- 14 octobre : Le président de la République Espagnole Alcalá Zamora démissionne pour protester contre certains articles de la constitution et les violences populaires. L’intellectuel de gauche Manuel Azaña lui succède.

- 21 octobre :
  - (Allemagne) : les différentes organisations d’extrême droite constituent le front de Harzburg avec pour objectif d’abattre le régime républicain.
  - (Chypre) : début de la révolte chypriote de 1931 contre la domination coloniale britannique.

- 26 octobre (Royaume-Uni): premier vol du de Havilland DH.82 Tiger Moth.

- 27 octobre (Royaume-Uni) : victoire des conservateurs aux élections législatives avec 473 sièges.

## Naissances
- 1er octobre : Jacques Fihey, évêque catholique français, évêque émérite de Coutances († 12 mars 2017).
- 2 octobre : Kwasi Wiredu, philosophe ghanéen († janvier 2022).
- 7 octobre : Desmond Tutu, archevêque anglican sud-africain († 26 décembre 2021).
- 9 octobre : Marc Bécam, personnalité politique française († 21 avril 2021).
- 14 octobre : Béchir Ben Slama, écrivain et homme politique tunisien († 26 février 2023).
- 15 octobre : Pauline Perry, femme politique britannique.
- 19 octobre : Manolo Escobar, chanteur et acteur espagnol († 24 octobre 2013).
- 20 octobre : Hana Hegerová, chanteuse et actrice tchèque et slovaque († 23 mars 2021).
- 21 octobre : Louis Dufaux, évêque catholique français, évêque émérite de Grenoble († 14 avril 2011).
- 25 octobre : Annie Girardot, actrice française († 28 février 2011).
- 27 octobre : Nawal El Saadawi, Écrivaine égyptienne († 21 mars 2021).

## Décès
- 2 octobre : le prince Jacques de Bourbon (61 ans), duc d'Anjou et de Madrid, aîné des Capétiens et chef de la maison de France.
- 9 octobre : Matilda Cugler-Poni, poétesse roumaine (° 2 avril 1851).
- 18 octobre : Thomas Edison, inventeur américain (phonographe, ampoule électrique, etc.) (° 11 février 1847).
- 21 octobre : Arthur Schnitzler, dramaturge autrichien (° 15 mai 1862).
- 28 octobre : Carmelo Pérez (Armando Pedro Antonio Procopio Pérez Gutiérrez), matador mexicain (° 23 décembre 1908).
- 29 octobre : Gabriel Koenigs, mathématicien français.